# 프레드릭스타드
프레드릭스타드(노르웨이어: Fredrikstad)는 노르웨이 외스트폴주의 도시로 면적은 285.9km2, 인구는 75,583명(2012년 기준)이다. 1567년 덴마크와 노르웨이의 프레데리크 2세 국왕에 의해 설립되었으며 도시 이름 또한 여기서 유래된 이름이다.

## 자매 도시
- 덴마크 올보르
- 아이슬란드 후사비크
- 핀란드 콧카
- 스웨덴 칼스코가
- 중화인민공화국 주저우 시